# Provincia di Médéa
La provincia di Médéa (in arabo ولاية المدية) è una delle 58 province (wilaya) dell'Algeria. Prende il nome dal capoluogo Médéa. Altre città importanti della provincia sono Boghar, Berrouaghia e Ksar el Boukhari. Durante il periodo ottomano era chiamata  Titteri ed era governata da uno dei tre bey di Algeria (gli altri risiedevano a Costantina e Mascara), a loro volta sottoposti del dey di Algeri.

## Popolazione
La provincia conta 819.932 abitanti, di cui 417.559 di genere maschile e 402.373 di genere femminile, con un tasso di crescita dal 1998 al 2008 dello 0.2%.

## Amministrazione
La Provincia di Médéa è suddivisa in 19 distretti, a loro volta suddivisi in 64 comuni.

1.Aïn Boucif•
2.Aziz•
3.Beni Slimane•
4.Berrouaghia•
5.Chahbounia•
6.Chellalet El Adhaoura•
7.El Azizia•
8.El Guelb El Kebir•
9.El Omaria•
10.Ksar el Boukhari•
11.Médéa•
12.Ouamri•
13.Ouled Antar•
14.Ouzera•
15.Seghouane•
16.Sidi Naâmane•
17.Si Mahdjoub•
18.Souagui•
19.Tablat

| Distretti             | Numero di comuni | Comuni                                                           | Superficie (km²) | Populazione (hab.) |
| --------------------- | ---------------- | ---------------------------------------------------------------- | ---------------- | ------------------ |
| Aïn Boucif            | 5                | Aïn Boucif · Kef Lakhdar · Ouled Maaref · Sidi Damed · El Ouinet | 835.41           | 48927              |
| Aziz                  | 3                | Aziz · Oum El Djalil · Derrag                                    | 869.92           | 21663              |
| Beni Slimane          | 3                | Beni Slimane · Sidi Errabia · Bouskene                           | 243.45           | 50676              |
| Berrouaghia           | 3                | Berrouaghia · Rebaia · Ouled Deide                               | 461.32           | 70853              |
| Chahbounia            | 3                | Chahbounia · Boughezoul · Bou Aiche                              | 1514.55          | 39429              |
| Chellalet El Adhaoura | 4                | Chellalet El Adhaoura · Cheniguel · Tafraout · Aïn Ouksir        | 669.34           | 48138              |
| El Azizia             | 3                | El Azizia · Maghraoua · Mihoub                                   | 223.12           | 26270              |
| El Guelb El Kebir     | 3                | El Guelb El Kebir · Sedraia · Bir Ben Laabed                     | 256.37           | 32579              |
| El Omaria             | 3                | El Omaria · Baata · Ouled Brahim                                 | 293.19           | 32408              |
| Ksar el Boukhari      | 3                | Ksar el Boukhari · Meftaha · Saneg                               | 278.44           | 77208              |
| Médéa                 | 3                | Médéa · Draa Essamar · Tamesguida                                | 63.5             | 152607             |
| Ouamri                | 3                | Ouamri · Oued Harbil · Hannacha                                  | 204              | 25909              |
| Ouled Antar           | 3                | Ouled Antar · Boghar · Ouled Hellal                              | 556.15           | 11555              |
| Ouzera                | 4                | Ouzera · Tizi Mahdi · El Hamdania · Benchicao                    | 337              | 26297              |
| Seghouane             | 4                | Seghouane · Zoubiria · Moudjbar · Tlatet Eddouar                 | 502.2            | 28295              |
| Sidi Naâmane          | 3                | Sidi Naâmane · Khams Djouamaa · Bouchrahil                       | 409.72           | 39727              |
| Si Mahdjoub           | 3                | Si Mahdjoub · Ouled Bouachra · Bouaichoune                       | 229              | 13596              |
| Souagui               | 4                | Souagui · Djouab · Sidi Zahar · Sidi Ziane                       | 381.74           | 32426              |
| Tablat                | 4                | Tablat · Deux Bassins · Aissaouia · Mezerana                     | 308.23           | 41370              |